# Franz Haniel
Johannes Franciscus (Franz) Haniel (20 novembre 1779 - 24 avril 1868) est un industriel allemand.